# IBM Q System Two
Das IBM Quantum System Two ist das erste modulare Quantencomputer-System, das von IBM am 4. Dezember 2023 vorgestellt wurde.
Es ist ein Nachfolger des IBM Quantum System One.
Es enthält drei IBM-Heron-Prozessoren, die aufgrund ihrer Modularität aufgestockt und später mit neueren QPUs aufgerüstet werden können, da sie vollständig aufrüstbar sind.
Für seine maximale Effizienz muss er auf eine Temperatur von 2,7 K (−270,45 °C) heruntergekühlt werden.

## Aktuelle Nutzung
IBM hat erklärt, dass ihre Kunden und Partner ihre 100+ Qubit-Systeme nutzen, um die Wissenschaft voranzubringen.

## Zukunft
IBM hat erklärt, dass ihre Quantenkopplungstechnologie es ermöglichen wird, mehrere IBM Quantum System Two miteinander zu verbinden, um Systeme zu schaffen, die in der Lage sind, bis 2033 100 Millionen Operationen in einem einzigen Quantenschaltkreis und später eine Milliarde Operationen auszuführen.